# Top Girls
Top Girls és una obra de teatre escrita per la dramaturga anglesa Caryl Churchill estrenada el 28 d’agost del 1982 al Royal Court Theatre (Londres, Anglaterra). N’és considerada la seva obra més important.

## Sinopsi
L'obra segueix la Marlene, una empresària d'èxit que ha aconseguit ascendir professionalment. A partir d'aquesta premissa es mostra, a través de la seva relació amb els altres personatges, com ha arribat fins aquí, com ho celebra, quina relació manté amb les seves companyes de feina i la seva família, etc.
L'obra és de caràcter realista i es desenvolupa en un context identificable amb els anys finals del segle xx, a excepció de la primera part, que mostra un sopar amb personatges històrics i ficticis i que trenca amb el realisme de la resta de l'obra.

## Estructura
L’obra es desenvolupa en tres actes. Aquests no segueixen un ordre temporal cronològic, sent aquesta una de les característiques més destacades de la seva estructura.

### Primera part
Se situa en un restaurant on la Marlene ha quedat per sopar amb diferents dones per celebrar el seu ascens professional com a directora gerent. El sopar té un caràcter fantàstic perquè aquestes dones que el conformen són personatges històrics o ficticis que mantenen un extens diàleg, on cada cop les diferents veus es superposen més entre elles, al voltant de diferents aspectes de les seves respectives vides i com, en tant que dones, les han viscudes.
La primera part és reconeguda com la més representativa de l'obra, ja que en ajuntar personatges de diferents procedències es manifesten diferents problemàtiques que afecten a les dones des de punts de vista i ideologies marcadament distants, però mantenint el fil d'unió de l'experiència comuna en tant que dones. També és la manera que té l'obra de representar el passat de les dones i el conjunt de la seva lluita fins a arribar a la dona del present (en l'obra representada per Marlene) i les lluites que encara li queden per fer.

### Segona part
La segona part transcorre en l'àmbit de treball de la Marlene, concretament a l'empresa Top Girls Employment Agency (que dona nom a l'obra). És en aquesta part on es mostra la faceta en l'àmbit laboral de la Marlene i totes les seves companyes de feina.
L'Angie es presenta a l'oficina de Marlene per sorpresa, dient-li que s'ha escapat de casa i que ha deixat l'escola, recordant el dia que es representarà a la tercera part. Li demana si es pot quedar amb ella.

### Tercera part
Se situa uns anys abans a casa la Joyce, la germana de la Marlene, on també hi ha l’Angie, filla de la Joyce. L'escena comença amb Angie i Kit, on la primera confessa que creu que la seva verdadera mare és la seva tieta, la Marlene. La resta de l'escena es desenvolupa al voltant de la conversa de la Joyce i la Marlene, on es descobreix el tipus de relació que tenen i els sacrificis que han fet les dues per arribar on es troben actualment: una perseguint l’èxit professional i l’altra vivint una vida familiar com a mare.

## Personatges
Tots els personatges representats són personatges femenins.

### Principals
- Marlene: Protagonista de l’obra. Empresària d'èxit a l'empresa Top Girls Employment Agency i que ha dedicat i sacrificat tota la seva vida per aconseguir aquest èxit i reconeixement professional.
- Joyce: Germana de la Marlene. A l'obra representa les dones que aposten per la maternitat i una vida familiar.
- Angie: Filla de la Joyce que sospita que, en realitat, és filla de la Marlene.
- Isabella Bird : exploradora i naturalista anglesa del segle xix que va aconseguir viatjar arreu a causa del seu estat de salut dèbil.
- Dull Gret: personatge protagonista del quadre de Pieter Brueghel (1562) que mostra com lidera un exèrcit de dones cap a l'infern.
- Papessa Joana: Papessa romana del segle IX que va aconseguir amagar el seu gènere i ser escollida com a papa, la qual se'n va descobrir la identitat quan es va posar de part en una processó.
- Pacient Griselda: Personatge literari recreat per diferents autors com per exemple Chaucer, Boccacio o Petrarca, casada amb el marquès de Saluzzo, Gualtieri, que la posa a prova dient-li que ha de deixar que morin els seus fills, un nen i una nena. La Griselda demostra la seva lleialtat i els abandona a la seva sort. Com a última prova, Gualtieri li diu que s'han de divorciar perquè ell s'ha de casar amb una dona millor, i ella marxa a viure amb el seu pare. Anys més tard, la crida perquè l'ajudi amb els preparatius del seu casament. És llavors quan li presenta una noia de dotze anys, la seva suposada nova esposa. Al final, però, s'acaba revelant que aquesta noia és en realitat la seva filla, ja que mai va fer matar els seus fills, i així queda provada i restablerta la lleialtat de Griselda com a mare i esposa.
- Senyora Nijo: dona japonesa del segle xiii concubina de l'emperador i que després es convertí en monja budista. Va escriure unes memòries de tots els viatges que va fer a peu per tot el Japó.

### Secundaris
- Cambrera: personatge del primer acte que serveix el sopar que comparteixen els diferents personatges. Com a característica, no diu res en tota la seva aparició en escena.
- Nell: treballadora a Top Girls. És qui fa l'entrevista a la Shona.
- Win: treballadora a Top Girls. És qui fa l'entrevista a Louise.
- Louise: dona de quaranta-sis anys que fa una entrevista per entrar a treballar a Top Girls.
- Kit: nena molt intel·ligent, amiga de l'Angie tot i ser més petita que ella.
- Kidd: dona de Howard, company de feina de la Marlene i qui optava al nomenament de director gerent que aconsegueix la protagonista.
- Shona: noia de vint-i-un anys que fa una entrevista per entrar a treballar a Top Girls.

## Temes o motius recurrents
Un dels temes recurrents que l'obra repeteix i qüestiona és el paper de la dona dins de diferents esferes com podrien ser la familiar, la social i la laboral. A través de la relació que estableix Marlene amb la resta de dones al llarg de l'obra es contrasten diferents vivències en temes com la relació amb els homes, la maternitat, la transgressió de rols tradicionalment masculins, la sororitat, el sostre de vidre, etc.
L'obra també replanteja quins camins i sacrificis han de seguir les dones, en comparació amb els homes, per tal de poder arribar a les esferes de poder, així com quins rols adquireixen un cop hi arriben (on molts han vist reflectida una crítica a les polítiques de Margaret Tatcher).
També es reflexiona sobre el paper que juga la victòria individual envers la victòria col·lectiva pel que fa a traspassar els límits imposats a les dones dins les diferents esferes ja esmentades.

## Traduccions i adaptacions al català
L'obra té una gran consideració dins la cultura anglosaxona, però el seu estudi i recepció és limitat pel que fa a la llengua catalana.
Hi ha una traducció a la llengua catalana de l’any 1988 de l'Institut del Teatre de la diputació de Barcelona amb traducció d’Imma Garín, amb la col·laboració de Rosa-Victòria Gras, i conté un pròleg de Pilar Zozaya.
Se’n va fer una representació al Teatre Akadèmia del 29 de juny fins al 17 de juliol de 2016.